# 伊丹市役所
伊丹市役所（いたみしやくしょ、英: Itami city hall）は、日本の地方公共団体である伊丹市の執行機関としての事務を行う施設（役所）。

## 現市庁舎
現在の伊丹市役所本庁舎は、2022年（令和4年）11月28日に供用を開始した4代目の庁舎である。1972年（昭和47年）に千僧で竣工した3代目庁舎が建設から半世紀余りを経過し、2018年（平成30年）6月18日の大阪府北部地震では本庁舎6階の天井パネル約20枚が落下するなど耐震基準を満たしていないことが大きな問題となっていたため、2010年代前半より藤原保幸市長の主導で4代目となる新市庁舎への建て替えが計画され、2018年（平成30年）11月30日に「伊丹市新庁舎整備事業実施方針」が策定される。現在地での建て替えにより、事業費は約135億円が見込まれていた。
市が実施したコンペティションでは隈研吾建築都市設計事務所のデザイン案が採用され、国道171号に面した3代目庁舎の北側で地上6階・地下1階といずれも前庁舎より1層ずつ削減しつつ延床面積は同等の規模を確保している。設計を担当した隈研吾の発案で、窓の外側に西日避けの木板（フィン）が無数に張り出しているのが特徴。供用開始と同時に流通大手のイオンが発行している電子マネー「WAON」の伊丹版である「ITAMI WAON」を市職員用ICカードとして導入することで同社と合意し、2021年12月24日に覚書締結式が行われた。WAONが行政機関のICカード用として活用されるのは全国で初めてとなる。
なお3代目庁舎には三井住友銀行や但馬銀行のATMが設置されていたが、現庁舎には設置されておらず現金の預け入れ/引き出しが必要な場合は1階にあるファミリーマート（無人店舗）設置のコンビニATM（イーネット）を使用する形となる。

## アクセス
- 郵便番号：664-8503
- 兵庫県伊丹市千僧1丁目1番地
- JR伊丹駅または阪急伊丹駅より伊丹市バス14系統（昆陽里行き）で「市役所前」下車。

交通局

- 兵庫県伊丹市広畑3-1

消防局

- 兵庫県伊丹市昆陽1-1-1
  - 市役所本庁舎南西向かい。

上下水道局
- 兵庫県伊丹市昆陽1-1-2
  - 消防局の南隣。

### 本庁舎各階
| 階  | 概要 |
| --- | --- |
| 6階 | 展望テラス |
| 5階 | デジタル戦略室 研修厚生課 選挙管理委員会事務局 農業委員会事務局 公平委員会事務局 固定資産評価審査委員会書紀局 監査委員事務局 人権教育室 同和・人権・平和課 男女共同参画課 会計室                                                                         |
| 4階 | 生活環境課 庁舎・周辺整備担当 管財課 営繕課 建築指導課 都市計画課 住宅政策課 商工労働課 農業政策課 文化振興課 空港・にぎわい課 市民相談課 法人監査課 公園課 みどり自然課 交通政策課 都市安全企画課 土地調査課 道路建設課 道路保全課 市議会傍聴席         |
| 3階 | 財政企画課 経営企画課 広報・シティプロモーション課 グリーン戦略室 施設マネジメント課 政策室 秘書課 法制課 法務管理課 契約・検査課 人事課 給与制度課 総務課 市議会事務所 市議会議員控室 市議会議場                                                        |
| 2階 | こども福祉課 子育て支援課 教育保育課 幼児教育推進課 市民税課 職員課 教育政策課 施設課 学事課 保健体育課 学校指導課 スポーツ振興課 社会教育課 こども若者企画課 臨時特別給付金等事業推進班 徴収課 資産税課 生活支援課 支援管理課 第一委員会室 第二委員会室 |
| 1階 | 国保年金課 後期医療福祉課 介護保険課 障害福祉課 地域・高年福祉課 自立相談課 市民課 まちづくり推進課 夜間受付（守衛室） ファミリーマート伊丹市役所/S店（無人店舗）                                                                                        |

#### 送信施設
本庁舎屋上には、コミュニティ放送局である伊丹コミュニティ放送の送信所が置かれている。
| 周波数   | 放送局名                                        | 識別信号                                                  | 空中線電力 | ERP  | 放送対象 地域        | 放送区域 内世帯数 | 開局日          |
| -------- | ----------------------------------------------- | --------------------------------------------------------- | ---------- | ---- | -------------------- | ----------------- | --------------- |
| 79.4 MHz | - 伊丹コミュニティ放送 - 愛称｢ハッピーFMいたみ｣ | - JOZZ7AJ-FM（コールサイン） - エフエムいたみ（呼出名称） | 20 W       | 19 W | 伊丹市および周辺地域 | 約80万世帯        | 1996年 12月21日 |

### 付帯施設
いずれも本庁舎敷地内で近接。
- 伊丹市総合教育センター
- 伊丹市保健センター

### 支所・分室
- 北支所
  - 伊丹市北野4丁目30番地 伊丹市立北部学習センター1階
- 神津支所
  - 伊丹市森本1丁目8番地22号 伊丹市神津交流センター1階
- 南分室
- 西分室（イオンモール伊丹昆陽2階）
- 野間分室
- くらしのプラザ
- 人権啓発センター

## 過去の市庁舎

### 初代・2代目
1940年（昭和15年）に伊丹市が市制を施行した当初の伊丹市役所庁舎は大字伊丹字紺屋町（現在の中央3丁目）に在り、かつての近衛家会所を転用した木造2階建てであったが1954年（昭和29年）に火災で焼失し、翌1955年（昭和30年）に鉄筋3階建ての2代目庁舎が同じ場所に建てられた。

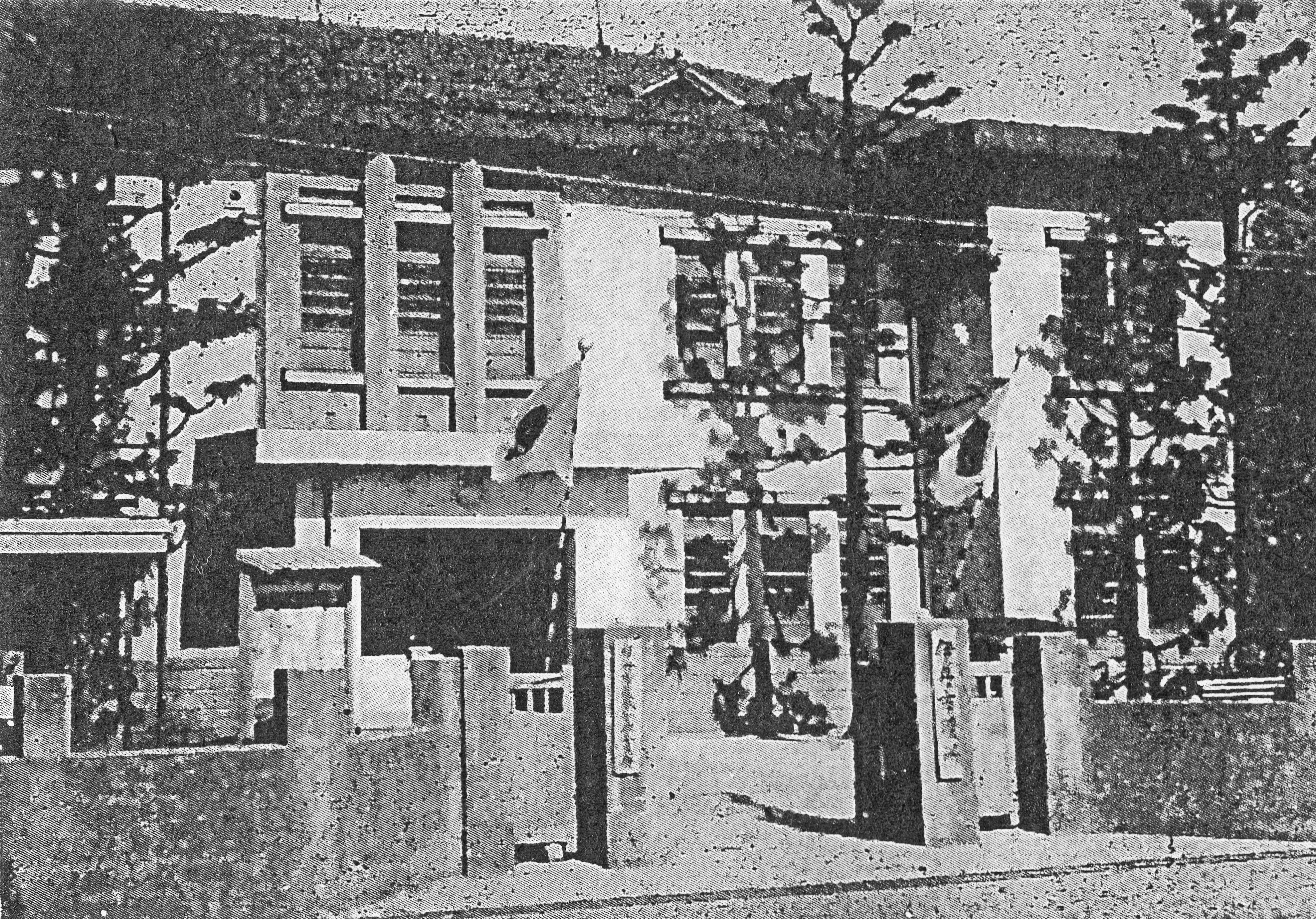
市制施行時の伊丹市役所（旧伊丹町役場）
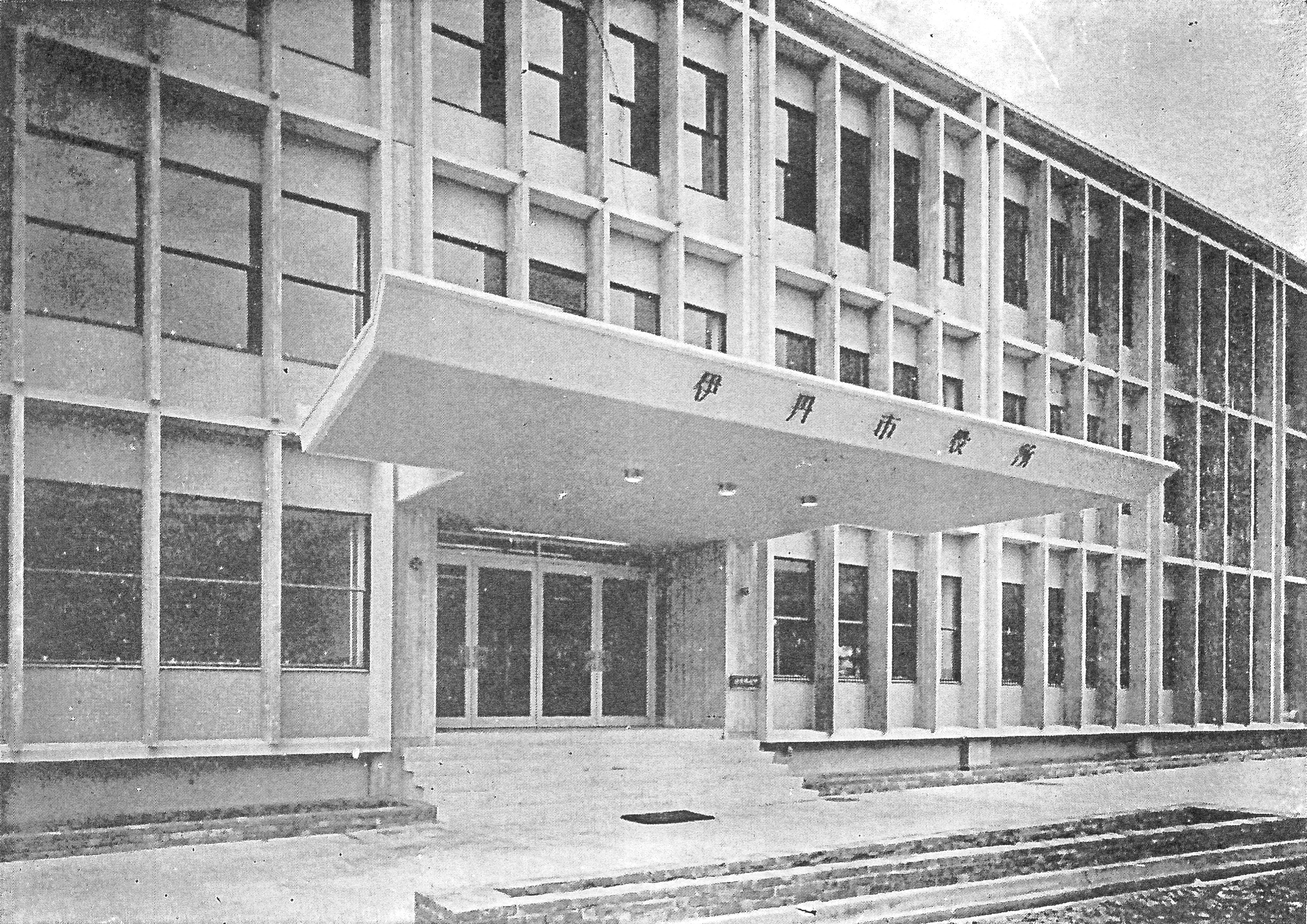
1955-72年に使用された2代目市役所庁舎

### 3代目
3代目の市役所本庁舎は、1972年（昭和47年）に竣工した。1960年代に大阪市や神戸市のベッドタウンとして伊丹市の人口が急増し、現在の中央3丁目にあった2代目庁舎が手狭になったことから、千僧のため池を埋め立てた跡地に建設された。市役所の移転に合わせて行基町にあった伊丹市立図書館が本庁舎裏手に移転し、図書館を挟む形で伊丹市立博物館と中央公民館が開館している。このうち、市立図書館は2012年（平成24年）に宮ノ前の3代目本館（ことば蔵）へ移転し、建物は防災センターへ転用された。
3代目市役所の玄関前には、1985年（昭和60年）から近畿地方を拠点として活動していた彫刻家集団・環境造形Qの作品「白鳥の泉」が設置されていた。しかし、新庁舎への建て替えに際して耐震性の面で「安全と言い切れない」ことと重量の面から移設も困難であるとして、昆陽池公園などへの移設を求めた製作メンバーの意見も受け入れられず撤去されている。
市庁舎の建て替えに先立ち裏手にあった中央公民館は廃止され、昆陽池公園内にある労働福祉会館・青少年センター（スワンホール）へ統合されている。合わせて、図書館本館の移転後も市役所裏手に留まっていた博物館はみやのまえ文化の郷の日本庭園内へ新築移転され、新たに「伊丹市民ミュージアム」として開館した。